# 刘峻岫
刘峻岫（？—），中华人民共和国政治人物、外交官。
1997年，接替许昌财，担任中华人民共和国驻巴塞罗那总领事馆总领事。2000年，由孟庚福接任，其接替张鸿照担任中华人民共和国驻厄瓜多尔大使。2002年，由曾钢接任。